# 津電灯
津電灯株式会社（旧字体：津電燈株式會社󠄁、つでんとうかぶしきがいしゃ）は、かつて三重県津市に存在した日本の電力会社である。明治後期に存在した初代法人と、明治末期から大正にかけて存在した2代目法人の2つがある。
初代津電灯は1896年（明治29年）に設立され、三重県内最初の電気事業者として翌年火力発電により開業した。2代目津電灯は伊賀地方での水力発電を目的とする三重共同電気株式会社（みえきょうどうでんき）として1908年（明治41年）に設立。1910年（明治43年）の開業直後に初代津電灯を吸収し、翌年2代目津電灯へと社名を改めた。
2代目津電灯は最終的に津市周辺と伊賀地方の一部を供給区域としたが、1922年（大正11年）に三重県下の電気事業統合に伴って三重合同電気（後の合同電気）に統合された。電気事業のほかにも1912年（大正元年）から都市ガス供給事業も兼営していた。電気事業者としては中部電力、ガス事業者としては東邦ガス（旧・合同ガス）の前身の一つにあたる。

## 沿革

### 初代津電灯の設立
1886年（明治19年）11月3日、三重県津市の県庁舎において明治天皇の誕生日（天長節）を祝う式典が挙行された。この式には東京から東京電灯の技師と後に名古屋電灯初代技師長となる丹羽正道（当時帝国大学工科大学生）が招かれ、移動式の小型発電機によって放電灯（アーク灯）1灯と白熱電球2灯の点灯実演が行われた。この点灯が東海地方で最初の電灯点灯である。その2年後の1888年（明治21年）11月、四日市で操業を開始した三重紡績（東洋紡の前身）の本社工場が自家発電により電灯を点灯したことで、東海地方でも電灯の実用化が始まった。
1889年（明治22年）12月、愛知県名古屋市にて名古屋電灯が開業し、日本で5番目、東海地方では第1号となる電気事業を開始した。三重県内では翌年には津や四日市で電気事業起業の動きがあったとされるが、その実現までには時間を要し、愛知県豊橋市（豊橋電灯）や岐阜県岐阜市（岐阜電灯）などが先んじて開業していく。1896年（明治29年）になるとようやく三重県内でも起業が実現されるようになり、3月18日津市の津電灯、4月宇治山田の宮川電気（後の伊勢電気鉄道）、7月四日市の四日市電灯（後の北勢電気）という順に相次いで逓信省から電気事業経営の許可を得た。
この当時すなわち「旧商法」の時代（1893 - 1899年）の会社設立手続きは、発起人が農商務省より発起認可を得たのち株主募集に取り掛かり、株主の確定を済ませた上で創業総会を開催し定款や役員を定め、そして株式払込みを経て農商務省から設立免許を取って設立登記を遂げる、という煩雑なものであった。津電灯株式会社がこれらの手続きを執行した日付は不明ながら、1918年刊行の『三重県史』には1896年5月19日の「創立」とある。設立時の資本金は3万円で、株式募集の対象者は市内現住者に限られた。設立時の取締役は社長の内多正雄と川喜田四郎兵衛（酒問屋兼肥料商）・後藤仁兵衛（味噌・醤油醸造業）・小島惣右衛門（酒造業・肥料商）・平松宜棟の計5名。5名はいずれも当時の津市会議員であり、中でも内多は市会議長、川喜田は副議長を務めている。
津電灯の本社屋は津市南堀端（後の中部電力津支店所在地）に建設された。本社裏手は岩田川沿いにあたり、石炭搬入の便が良いため電源の火力発電所はここに構えた。発電所には初め出力30キロワットの交流発電機を1台のみ設置。機械の据付完了につき1897年（明治30年）3月より試運転を始め、工事竣工に伴い3月31日夜に電灯の無料点火を行った上で、4月1日より営業開始した。三重県下における電気事業の開業は津電灯が第1号であるが、年内に宇治山田の宮川電気と四日市の四日市電灯も開業し、主要都市には電気事業が出そろっている。電灯事業を開始した津電灯では津観音門前や塔世橋・岩田橋に街灯を取り付けて電灯を宣伝した。電灯はその明るさが評価され、初め約320戸であった需要家数は1か月後2倍の767戸へと広がりをみせた。ただし当時の電灯料金は高く、石油ランプに用いる灯油代の約10倍であった。
本社裏の発電所はその後順次拡張された。まず1900年（明治33年）10月に60キロワット発電機が1台追加される。次いで1905年（明治38年）10月に同型機1台が増設された。さらに1907年（明治40年）3月、津市内での関西府県連合共進会開催に伴い150キロワット発電機が増設され、発電所出力は300キロワットとなった。それでも会期中は発電力が不足するため、名古屋電灯から設備を借用して会場近くに出力70キロワットの臨時発電所を設置して対処している。この間、電灯数は1900年に1000灯を超え、1903年には2000灯も超えた。さらに1909年（明治42年）11月末時点では需要家数1851戸・電灯数6733灯に達している。ただし県内全般に動力用電力（電動機を使用するための電力）の需用がないことから、1909年時点でも電灯営業のみで電力供給は未開業であった。この段階での供給区域は津市内と安濃郡建部村・同郡新町・河芸郡一身田町・一志郡久居町・同郡本村の5町村からなる（いずれも現・津市）。
津電灯では事業拡大にあわせて増資を重ねて会社の規模も拡大した。最初の増資は開業直後の1897年8月の実施で、資本金は3万円から3万7500円となる。次いで1901年（明治34年）12月3万7500円、1907年6月2万5000円の増資をそれぞれ株主総会で決議。そして1909年5月には10万円の増資を完了し、資本金を20万円とした。経営陣にも動きがあり、1907年11月内多正雄が取締役を辞して第4代津市長に転じた。翌年初頭時点の役員録には川喜田四郎兵衛が内多に代わり取締役社長を務めるとある。当時の四郎兵衛は津財界の中心人物であり、津電灯社外では商業会議所初代会頭や百五銀行頭取などを務めている。

### 三重共同電気の設立

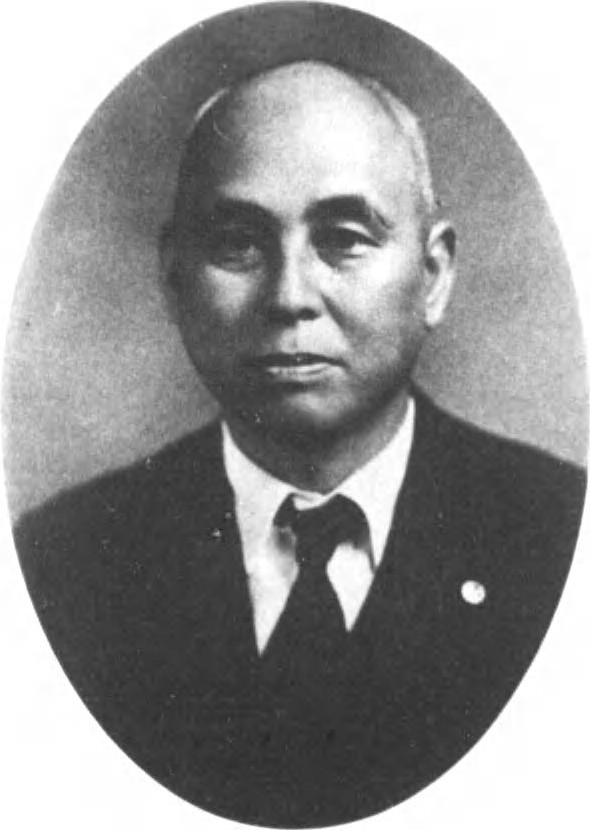
川北栄夫（川北電気企業社社長）

1907年7月12日、三重県下では田中善助ほか9名を発起人とする「伊和水電株式会社」という未成立の会社が電気事業経営許可を取得した。その供給区域には伊賀地方の名賀郡名張町（現・名張市）のほか津電灯の供給区域である津市内と安濃郡新町・一志郡久居町・同郡本村も含まれる（ただし重複区域は電力供給のみ許可）。
伊和水電発起人の田中善助は伊賀地方において多数の電気事業を起業した阿山郡上野町（現・伊賀市）の実業家である。金物商を家業としたが、1896年頃から電気事業にも取り組み、1904年（明治37年）には個人事業として伊賀上野に電気事業を開業し、翌年からは同事業を会社化した巌倉水電の社長を務めていた。巌倉水電起業後は求めに応じて他県の電気事業を手伝いつつ、伊賀では名張川支流青蓮寺川にある香落渓周辺での水力発電を企画し、巌倉水電の後援者である服部孝太郎（第八十三上野銀行頭取）・筒井喜一郎（上野・酒造業）や同社常務広部貞郎らと伊和水電を発起し1906年（明治39年）に水利権を出願した。水利権は間もなく許可があり、会社設立に向けた株主募集と並行して発電所工事が着手された。
工事が進む中、川北栄夫（当時はドイツ・シーメンスの日本法人「シーメンス・シュッケルト電気株式会社」に属する技師）が田中善助を訪ね、シーメンスの技術・資本両面での後援を申し入れた。その結果川北らシーメンス関係者が会社に参画することとなり、田中・筒井・服部・川北やヴィクトル・ヘルマン（シーメンス・シュッケルト電気大阪支店長）ら計14名を発起人として伊和水電改め「三重共同電気株式会社」を起業する運びとなった。新会社・三重共同電気は1908年（明治41年）12月8日に発足。資本金は25万円で、本社を阿山郡上野町大字福居町（巌倉水電社内）に構えるとともに大阪市内にも支店を有した。設立時の取締役は田中善助・川北栄夫・広部貞郎・笠井準司（大阪の貿易会社「笠井商会」代表）・河野通隆（川北と同じくシーメンス・シュッケルト電気大阪支店勤務）の5名からなった。このうち田中が社長、川北が常務を務めている。また全5000株のうち3200株をヴィクトル・ヘルマン、750株を田中善助が持った（1909年11月末時点）。
1909年春、川北栄夫はシーメンスから独立して電気事業に対する投資・経営や工事の設計施工などを目的とする「川北電気企業社」を旗揚げした。同社が最初に手掛けた業務が三重共同電気に関する発電所その他一切の工事である。翌1910年（明治43年）8月11日、逓信省による発電所その他の竣工検査が完了。そして21日、三重共同電気は営業を開始するに至った。電源は青蓮寺川に完成した出力700キロワットの箕曲発電所（名賀郡箕曲村、現・名張市）であり、その電力をもって津電灯は津市内とその周辺地域で電灯供給および動力用電力供給を始めた。また三重共同電気自身は発電所地元での配電工事にも着手し、年内に名賀郡名張町での電灯供給を開始した。

### 2代目津電灯となる
先発の津電灯と後発の三重共同電気を合同する動きは三重共同電気開業前の1909年からあり、7月頃には合同に関する協定が成立したという。合同の形式は合併ではなく津電灯から三重共同電気への事業譲渡であり、三重共同電気が年率12パーセントの配当を保証する優先株式20万円分を津電灯へと交付して同社の営業権ならびに財産を引き取る、という方法が採られた。
三重共同電気での20万円増資・優先株式発行は1910年6月に株主総会で決議された。さらに前後して田中善助と川北栄夫以外の全役員が辞任し、当時の津電灯役員が三重共同電気にも入った。そのうち三重共同電気・津電灯両社の取締役を兼ねることとなった人物は川喜田四郎兵衛・小島惣右衛門・松本恒之助（伊勢新聞社代表）の3名である。同年8月には大阪支店を廃止の上で本店が上野町から津市南堀端へと移された。津電灯側では9月10日、臨時株主総会を開き三重共同電気に対する営業権・財産権の譲渡ならびにこれに伴う会社解散を決議した。
津電灯から三重共同電気への事業譲渡は1910年10月29日付で逓信省から認可された。その3日後の11月1日、事業引継ぎが完了し、同日をもって津電灯は解散した。統合直後、1910年11月末時点における三重共同電気の供給成績は電灯が需要家数4106戸・取付灯数1万1582灯、電力供給が電動機2台・10馬力（7.46キロワット）であった。また同時点ではヘルマンや田中善助を抑え川喜田四郎兵衛が9000株のうち4000株を持つ筆頭株主となっている。統合後の社長は田中善助ではなく川喜田が務めるが、常務は引き続き川北栄夫が務める。
津電灯は解散2か月後の1911年（明治44年）2月28日付で清算結了を登記し消滅した。その直後の3月5日、三重共同電気は「津電灯株式会社」（2代目）へと社名を変更し、津電灯という社名を復活させた。

### 事業の拡大

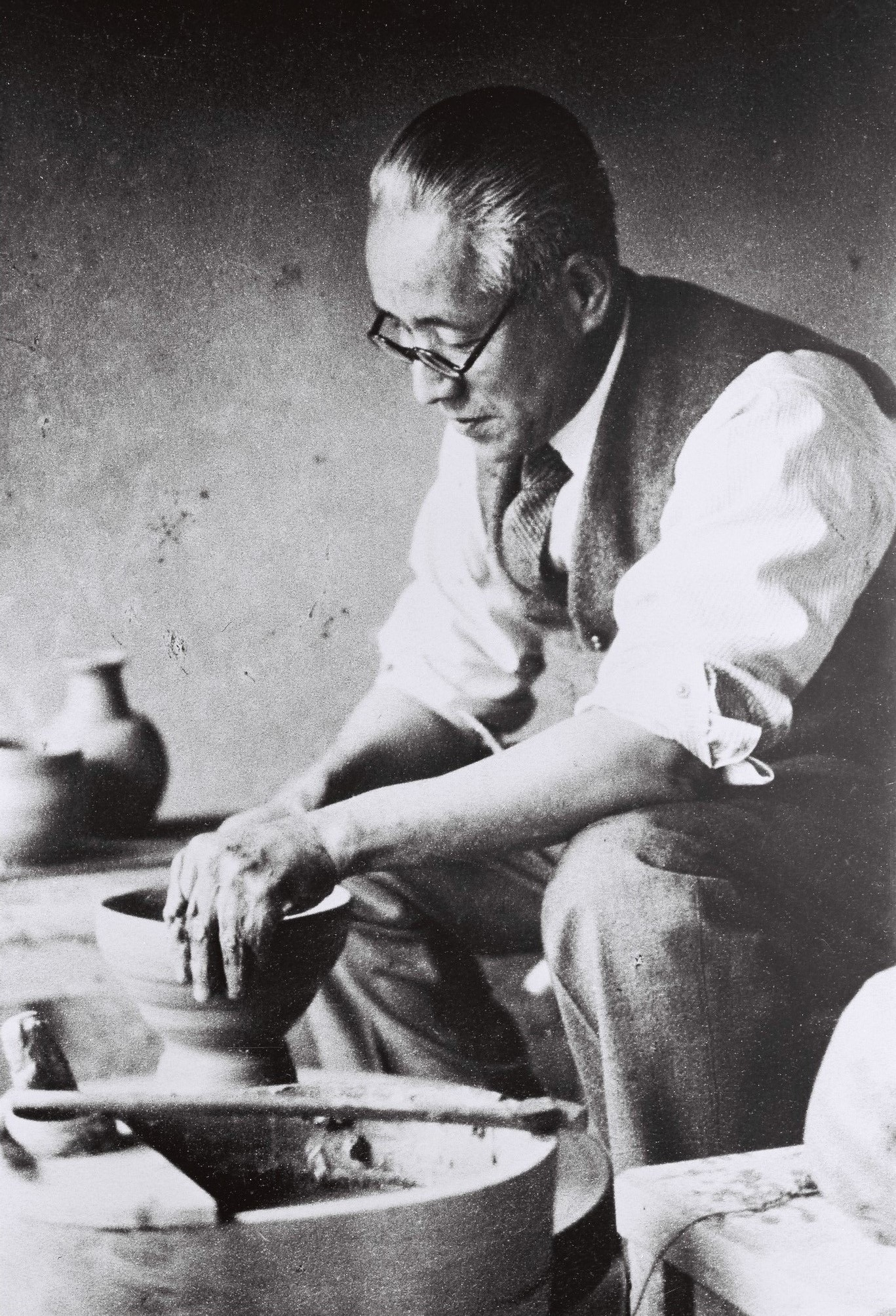
第3代社長川喜田久太夫（号：半泥子）

2代目津電灯は1911年4月、55万円の増資を決議し、資本金を100万円とした。増資の目的は電気事業拡張および都市ガス事業経営のための資金調達である。
電気事業に関しては供給区域の拡大がみられた。津方面では1912年（明治45年）8月河芸郡白塚村や豊津村・上野村（後の河芸町）での供給を開始。供給開始時期は不詳ながら1916年（大正5年）までの間に津方面では安濃郡安濃村・明合村（後の安濃町）や同郡安西村（後の芸濃町）、久居方面では一志郡矢野村（後の香良洲町）、同郡川合村・高岡村（後の一志町）、同郡中川村（後の嬉野町、現・松阪市）、名張方面では名賀郡阿保村（後の青山町、現・伊賀市）といった地域でも開業している。初代津電灯開業から20年を経た1917年（大正6年）11月末時点での供給成績は電灯数3万7999灯、動力用電力供給281.0馬力（210キロワット）、その他電力供給2.5キロワットであった。
ガス事業については増資を決議した1911年4月の株主総会において、都市ガス供給事業の兼営と事業権譲り受けも決議。農商務省の資料によると同年5月に事業許可を得て1913年（大正2年）2月に開業した。宇治山田の神都瓦斯（1911年開業）と四日市の四日市電灯ガス部（1912年3月開業）に続く三重県下3番目のガス事業である。津電灯のガス工場は津市南中新町（現・南丸之内）にあり、日産5万立方フィート（約1416立方メートル）の石炭ガス生産力を有する。供給区域は津市内と安濃郡新町で、1913年11月末時点での供給成績は需要家数478戸、灯火（ガス灯）孔口数1175個、熱用孔口数262個であった。
明治末期以降、電灯供給部門では発光部（「フィラメント」という）に金属線を用いる金属線電球の普及がみられた。金属線電球は発光部に炭素線を用いる旧来の炭素線電球に比べて著しく高効率・長寿命の白熱電球であり、タングステン線を用いる場合には炭素線電球に比して約3分の1の消費電力で済むという特徴を持つ。逓信省の資料によると、津電灯の場合1913年11月末時点ではなおも全体の過半を炭素線電球が占めていたが、1917年11月末時点では炭素線電球は姿を消している。こうした金属線電球普及で電灯に対する競争力を失ったのがガス灯であった。電灯の改良に第一次世界大戦勃発による原料石炭価格の暴騰も重なった結果、地方小都市のガス事業は軒並み経営不振に陥り、神都瓦斯（1917年廃業）のような廃業も相次いだ。津電灯においても需要家数・孔口数を維持しているがガス事業の収支は赤字に転落している（1918年時点）。
1917年6月、津市松之下に建設していた出力240キロワットの予備発電所が使用認可を得た。同所は吸入ガス機関（サクションガスエンジン）を原動機とするガス力（内燃力）発電所であり、ガス工場構内に設置。後に320キロワットのガス力発電設備が増設され、三重県内最大のガス力発電所になっている。
1918年（大正7年）11月、100万円の増資を決議し、資本金を200万円とした。この増資は単純な倍額増資ではなく普通株式の株主に対しては持株10株につき新株7株、優先株式の株主に対しては持株10株につき新株15株を割り当て（端数となる新株2800株分は公募または会社の功労者に割り当て）、同時に優先権を抹消するというものである。経営面では続いて1919年（大正8年）7月に社長川喜田四郎兵衛が死去した。同年12月時点では四郎兵衛に代わり川喜田久太夫が社長を務めている。新社長の久太夫は東京日本橋大伝馬町に店を構える木綿商川喜田家（本家）の16代目当主で、社外では百五銀行でも四郎兵衛の跡を襲い頭取となった。

### 三重合同電気の設立

三重県下の主要電気事業者供給区域図（1921年）。緑色の部分が津電灯の供給区域

1921年（大正10年）、津電灯は既存区域から離れた南勢地方の志摩郡波切村（現・志摩市）にも進出した。元々波切村では県議会議員の松井仙右衛門により電気事業の計画が進められ1919年に認可を受けていたが、この話を聞いた津電灯の川喜田久太夫が自社で引き受けようと申し出てたのが南勢進出の端緒になる。1920年9月1日、資本金5万円にて津市南堀端に波切電気株式会社が設立されるが、津電灯では1921年4月、開業を待たず同社の事業を継承した。その後津電灯では年内にガス力発電所を完成させて波切村への供給を開始している。
1921年11月、名賀郡種生村（現・伊賀市）を流れる木津川支流川上川にて川上発電所が竣工した。出力は400キロワットで、この完成により津電灯の水力発電所は箕曲発電所とあわせ2か所となった。その直後、同年11月末時点での供給成績は電気事業が電灯数7万6412灯・動力用電力供給751.5馬力（561キロワット）・その他電力供給4.3キロワット、ガス事業が需要家数663戸・灯火孔口数1568個・熱用孔口数766個・ガスエンジン11台であった。この時期、津電灯管内には大口の電力使用者として津市内に東洋紡績津工場があったが、同工場は1605キロワットに及ぶ自家火力発電設備を擁しており電気事業者からは受電していない。
津電灯拡大の一方、三重県全体を見渡すと四日市の北勢電気を筆頭に松阪の松阪電気、宇治山田の伊勢電気鉄道、伊賀上野の巌倉水電の4社も勢力を伸ばしていたが、各社それぞれ独自の経営に追われており総合的な電力供給は見込めない状態が続いていた。そうした状況を打開すべく、全国的な電気事業者合同の機運に乗じて三重県知事山脇春樹の主唱による県内電気事業の統一すなわち上記5社合同の試みが現れる。山脇の主張は、資本を単一事業者に集約することで供給力の充実と供給料金の低下を図り、最終的には県内における電源開発だけでの県内需要充足を目指す、というものであった。山脇の勧告に応じた各社代表による協議の末、津電灯・松阪電気・伊勢電気鉄道の3社のみで合併という形で合意がなり、新設合併によって新会社を設立する旨の合併契約締結に至る。1921年11月27日、3社がそれぞれ開いた臨時株主総会にてこの合併契約は可決された。なお津電灯では合併決議にあわせて147万5000円の増資も決議した。この増資は翌1922年（大正11年）3月の定時株主総会をもって完了している。
3社合併は1922年2月2日付で逓信省から認可があり、同年5月1日、新設合併による新会社・三重合同電気株式会社（後の合同電気）が発足をみた。合併に伴い同日付で津電灯は解散している。その後9月になって三重合同電気は巌倉水電を吸収し、三重県内主要事業者5社のうち4社の統合を終えた。
三重合同電気設立の一方、北勢電気は名古屋電灯の後身東邦電力へ吸収されたため、三重県の電気事業は東邦電力と三重合同電気の2社で南北に分割される形となった。その東邦電力は北勢電気合併以外にも1926年（大正15年）に四日市から宇治山田まで自社送電線を伸ばし、東洋紡績津工場などへ大口電力供給を始めた。しかし1930年（昭和5年）になると一転、三重合同電気を傘下に収めるのと引き換えに三重県内（四日市支店管内）の事業を三重合同電気改め合同電気へと引き渡した。また県内ガス事業についても東邦瓦斯（東邦電力傘下、旧北勢電気ガス部を継承）と三重合同電気の2社に分かれていたものが合同瓦斯への集約がなった。

## 年表

### 初代津電灯
- 1896年（明治29年）
  - 3月18日 - 津電灯株式会社に対し逓信省より電気事業経営許可[9]。
  - 5月19日 - 津電灯株式会社（初代）設立。資本金3万円[11]。
- 1897年（明治30年）
  - 4月1日 - 事業開始[12]。
  - 8月 - 最初の増資で資本金3万7500円となる[11]。
- 1901年（明治34年）
  - 12月22日 - 3万7500円の増資決議[17]。
- 1907年（明治40年）
  - 6月22日 - 2万5000円の増資決議[18]。
- 1909年（明治42年）
  - 5月24日 - 10万円の増資登記[19]。資本金20万円となる[11]。
- 1910年（明治43年）
  - 9月10日 - 三重共同電気への事業譲渡と会社解散を決議[46]。
  - 11月1日 - 三重共同電気への事業引継ぎを完了し[31]、津電灯（初代）解散[48]。

### 2代目津電灯
- 1907年（明治40年）
  - 7月12日 - 田中善助ら「伊和水電株式会社」発起人に対し電気事業経営許可[23]。
- 1908年（明治41年）
  - 12月8日 - 三重共同電気株式会社設立。資本金25万円、本店所在地三重県阿山郡上野町大字福居町56番屋敷[1]。
- 1910年（明治43年）
  - 6月15日 - 20万円の増資決議[41]。
  - 8月6日 - 三重県津市大字南堀端34番屋敷への本店移転登記[45]。
  - 8月21日 - 三重共同電気開業[36]。箕曲発電所（出力700キロワット）運転開始[88]。
  - 11月1日 - 初代津電灯からの事業引継ぎを完了[31]。
- 1911年（明治44年）
  - 3月5日 - 津電灯株式会社（2代目）へ社名変更[52]。
  - 4月16日 - 55万円の増資決議[53]、資本金100万円となる[3]。
- 1913年（大正2年）
  - 2月 - 津市内にて都市ガス供給を開始[58]。
- 1918年（大正7年）
  - 11月16日 - 100万円の増資決議[66]、資本金200万円となる[3]。
- 1921年（大正10年）
  - 4月 - 波切電気（未開業）より事業を譲り受ける[72]。波切電気は18日解散登記[89]。
  - 11月26日 - 川上発電所（出力400キロワット）竣工[73]。
  - 11月27日 - 津電灯・松阪電気・伊勢電気鉄道3社での合併を決議[78]。加えて147万5000円の増資決議[80]。
- 1922年（大正11年）
  - 2月2日 - 逓信省より3社合併につき認可[78]。
  - 5月1日 - 上記3社合併による三重合同電気株式会社設立[78]、津電灯は解散[2]。

## 供給区域

### 電気：1914年時点
1914年5月時点における電灯・電力供給区域は以下の通り。これには未開業区域も含まれる。
| 市部 （1市）      | 津市 |
| 安濃郡 （1町6村） | 新町・藤水村・神戸村・安東村・安濃村・明合村・安西村（現・津市）                                          |
| 河芸郡 （1町6村） | 一身田町・栗真村・白塚村・豊津村・上野村・黒田村・大里村（現・津市）                                      |
| 一志郡 （1町9村） | 高茶屋村・雲出村・矢野村・久居町・本村・桃園村・戸木村・川合村・高岡村（現・津市）、 中川村（現・松阪市） |
| 名賀郡 （1町4村） | 名張町・箕曲村・滝川村・錦生村（現・名張市）、 阿保村（現・伊賀市）                                       |

### 電気：1921年時点
1921年6月時点における電灯・電力供給区域は以下の通り。同じく未開業区域も含まれる。
| 市部 （1市）       | 津市 |
| 安濃郡 （1町13村） | 新町・藤水村・神戸村・安東村・櫛形村・片田村・辰水村・高宮村・長野村・安濃村・村主村・草生村・明合村・安西村（現・津市）                                                                    |
| 河芸郡 （1町6村）  | 一身田町・栗真村・白塚村・豊津村・上野村・黒田村・大里村（現・津市） |
| 一志郡 （1町19村） | 高茶屋村・雲出村・矢野村・久居町・本村・桃園村・戸木村・七栗村・稲葉村・榊原村・川合村・高岡村・大井村・大三村・倭村・八ツ山村・太郎生村（現・津市）、 中川村・豊地村・中郷村（現・松阪市） |
| 名賀郡 （2町14村） | 名張町・箕曲村・滝川村・錦生村・蔵持村・薦原村・美濃波多村・比奈知村・国津村（現・名張市）、 阿保町・上津村・種生村・矢持村・神戸村・古山村・花垣村（現・伊賀市）                           |
| 志摩郡 （1村）     | 波切村（現・志摩市） |

備考
- 上記区域のうち、一志郡太郎生村は三重合同電気発足後、1922年5月の供給開始である[81]。
- 上記区域はすべて1951年（昭和26年）の中部電力区域に含まれている（三重県は南牟婁郡の一部以外中部電力の供給区域[91]）。

### ガス
津電灯のガス供給区域は津市と安濃郡新町であった。
津地区のガス供給区域拡大は遅く、他の地域が供給区域に追加されたのは合同瓦斯（合同ガス）への移行後、1936年（昭和11年）11月のことである。このときには津市新町地区（旧・安濃郡新町）の未供給地域と藤方地区（旧・安濃郡藤方村）を、翌年11月には河芸郡栗真村の一部を供給区域としている。なお合同ガスは2003年（平成15年）になって東邦ガスに吸収され、この地域へのガス供給は東邦ガスに引き継がれている。

## 発電所
1921年6月末時点で、津電灯は三重県内に4か所・合計出力1,530キロワットの発電所を運転中で、さらに2か所・合計出力448キロワットの未完成発電所があった。これら6発電所の概要は以下の通り。

### 箕曲発電所
所在地 ： 北緯34度36分12.0秒 東経136度7分11.0秒 / 北緯34.603333度 東経136.119722度

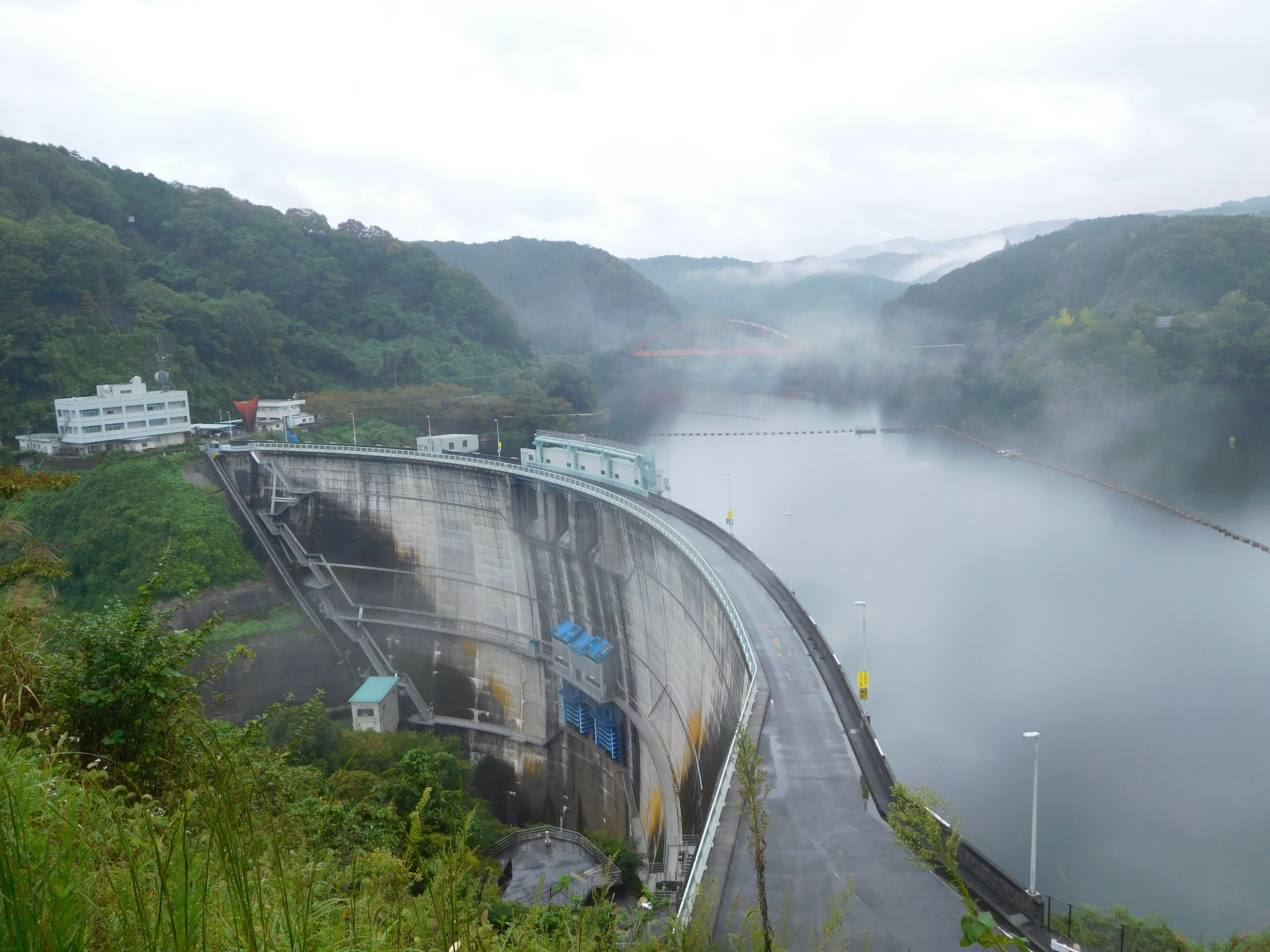
青蓮寺ダムとダム湖（2017年）。箕曲発電所跡地はダム湖に沈む。

津電灯の6発電所のうち出力が最も大きいものは箕曲（みのわ）発電所である。所在地は名賀郡箕曲村大字青蓮寺（現・名張市青蓮寺）。三重共同電気時代からの水力発電所であり、1910年（明治43年）8月に運転を開始した。
淀川水系の河川で名張川支流にあたる青蓮寺川に建設された。青蓮寺川に堰堤を設けて1.9立方メートル毎秒を取水し、川の左岸に沿った約4.0キロメートルの水路で60メートルの有効落差を得て発電する仕組み。発電設備としてフォイト（ドイツ）製のフランシス水車とシーメンス（同）製の交流発電機各2台を備え、700キロワットの発電所出力を持った。発生電力の周波数は50ヘルツであったが、三重合同電気発足翌年の1923年（大正12年）5月に変更されて60ヘルツとなった。
合同電気以降は東邦電力・中部配電を経て1951年以降は中部電力に帰属したが、1965年（昭和40年）4月青蓮寺ダム建設に伴い水没するため発電を停止し、翌1966年（昭和41年）5月20日に廃止された。代替として三重県企業庁により1970年（昭和45年）に整備されたダム式の青蓮寺発電所が存在する。

### 川上発電所
所在地 ： 北緯34度39分15.0秒 東経136度11分14.3秒 / 北緯34.654167度 東経136.187306度
津電灯2番目の水力発電所は川上発電所である。所在地は名賀郡種生村大字川上（現・伊賀市川上）。1920年（大正9年）4月1日起工ののち、1921年（大正10年）11月26日に竣工した。
淀川水系川上川に堰堤を築いて最大0.724立方メートル毎秒を取水し、川の左岸に沿った約1.8キロメートルの水路で78.3メートルの有効落差を得て発電する。このように取水は川上川からであるが、発電所建屋は川上川が合流する前深瀬川（木津川支流）右岸に立地する。発電設備はエッシャーウイス（スイス）製のフランシス水車および日立製作所製交流発電機であり、400キロワットの発電所出力を有する。箕曲発電所と同じく発生電力の周波数は50ヘルツであったが、1923年5月に60ヘルツへ改められている。
1937年（昭和12年）3月以降は「阿保（あお）発電所」と称する。合同電気、東邦電力、中部配電を経て1951年以降は中部電力の所属となっている。

### 津発電所
初代津電灯時代からの火力発電所は津発電所と称する。津市南堀端の本社（現・中部電力三重支社所在地）裏手、岩田川沿いに立地。1897年（明治30年）4月1日の初代津電灯開業とともに運転を開始した。
上述のように、まず出力30キロワットの発電機が取り付けられたのち、1900年（明治33年）10月60キロワット発電機、1905年（明治38年）10月同型機、1907年（明治40年）3月150キロワット発電機という順で増設が重ねられた。1909年段階ではボイラー3缶、蒸気機関4台（80馬力1台・120馬力2台・250馬力1台）、単相交流発電機4台という設備構成である。発電機は30キロワット機が三吉商会製、他の3台が芝浦製作所製。また発生電力の周波数は30キロワット機120ヘルツ、60キロワット機100ヘルツ、150キロワット機60ヘルツという具合に統一されていない。
1918年時点での設備構成はボイラー2缶・蒸気機関3台と60キロワット発電機2台・150キロワット発電機1台であり、発電所出力は270キロワットに減じている。燃料は石炭（切込炭）を用いる。
三重合同電気の資料によると1924年（大正13年）6月に発電所廃止届が逓信省へ提出されている。

### ガス力発電所（3か所）
明治末期から大正初期にかけて、内燃力発電の一種であるガス力発電が全国的に発達した。これは、石炭・コークスなどを熱するガス発生装置と、そこで生ずるガスを吸入・燃焼し駆動するガスエンジンの2つを組み合わせた「吸入ガス機関（サクションガスエンジン）」を原動機に用いる発電方法である。三重県は電気事業者がガス力発電を多用した地域の一つで、津電灯でも第一瓦斯力発電所・第二瓦斯力発電所・波切発電所という3つのガス力発電所を運転していた。発電所出力は順に240キロワット・320キロワット・48キロワットである。
最初の第一瓦斯力発電所は1917年（大正6年）6月に使用認可が下りた。1918年時点の資料は発電所名を「津第二発電所」とする。2か所目の第二瓦斯発電所は逓信省の資料によると1919年下期（6-11月）の稼働が確認できる。これらは津市松之下にあり、自社のガス工場に併設されていた。前者は川北電気企業社製交流発電機、後者は日立製交流発電機を1台ずつ備える。発生電力の周波数は双方とも50ヘルツ。燃料は第一がコークス（ガスコークス含む）、第二が石炭（塊炭）である。
3か所目の波切発電所は志摩郡波切村（現・志摩市大王町波切）への進出用に用意された発電所である。逓信省の資料では1921年（大正10年）下期の稼働が確認できる。シーメンス（ドイツ）製交流発電機を1台備え、周波数は50ヘルツの設定。燃料はガスコークスが用いられた。
三重合同電気発足後の1923年3月、鵜方変電所（鵜方村所在）と鵜方送電線が完成した。これに伴い変電所からの配電に切り替えられたためまず波切発電所が廃止となる（同年4月廃止届出）。次いで1925年（大正14年）4月に第二瓦斯力発電所の廃止許可申請が逓信省へ提出され、残る第一瓦斯力発電所は1928年（昭和3年）6月に廃止された。

## 人物
三重合同電気との合併前年、1921年初頭時点の役員は以下の9人であった。
- 取締役 ：
  - 川喜田久太夫 ： 社長。木綿商・百五銀行頭取[69]、三重県多額納税者[105]。
  - 葛輪豊次郎 ： 専務。元支配人[50]。
  - 川北栄夫 ： 川北電気企業社（大阪）社長[29]。
  - 小島惣右衛門 ： 津の肥料商[106]。
  - 松本恒之助 ： 伊勢新聞社長、元衆議院議員[107]
  - 川喜田四郎兵衛 ： 津の米穀・肥料商[108]、先代四郎兵衛の長男[105]。
- 監査役 ：
  - 小林嘉平治 ： 一志郡雲出村の大地主、元衆議院議員[109]。
  - 中川藤右衛門 ： 津の呉服商・貸金業[110]。
  - 村田真一 ： 津の紙商[111]。

### 企業史
- 合同瓦斯 編『合同瓦斯四十年史』合同瓦斯、1970年。NDLJP:11954136。
- 中部電力電気事業史編纂委員会 編『中部地方電気事業史』上巻・下巻、中部電力、1995年。
- 東邦ガス社史編集委員会 編『東邦ガス最近10年のあゆみ』東邦ガス、2012年。
- 東邦電力史編纂委員会 編『東邦電力史』東邦電力史刊行会、1962年。NDLJP:2500729。
- 北陸地方電気事業百年史編纂委員会 編『北陸地方電気事業百年史』北陸電力、1998年。

### 官庁資料
- 『電気事業要覧』明治40年、逓信省通信局、1908年。NDLJP:805420。
- 『電気事業要覧』明治42年、逓信省電気局、1910年。NDLJP:805422。
- 『電気事業要覧』明治43年、逓信省電気局、1911年。NDLJP:805423。
- 逓信省電気局 編『電気事業要覧』第7回、逓信協会、1915年。NDLJP:975000。
- 逓信省電気局 編『電気事業要覧』第9回、逓信協会、1917年。NDLJP:975002。
- 逓信省電気局 編『電気事業要覧』第11回、逓信協会、1919年。NDLJP:975004。
- 逓信省電気局 編『電気事業要覧』第13回、逓信協会、1922年。NDLJP:975006。
- 逓信省電気局 編『電気事業要覧』第14回、電気協会、1922年。NDLJP:975007。
- 『瓦斯事業要覧』大正2年度、農商務省商工局、1915年。NDLJP:946295。
- 帝国瓦斯協会 編『瓦斯事業要覧』大正10年度、帝国瓦斯協会、1922年。NDLJP:946302。

### 郷土誌
- 梅原三千・西田重嗣『津市史』第四巻、津市役所、1965年。NDLJP:9568965。
- 大王町史編さん委員会 編『大王町史』大王町、1994年。
- 中貞夫『名張市史』名張市役所、1974年。
- 中林楓水『河芸郡史』河芸郡史編纂会、1918年。NDLJP:959169。
- 服部英雄 編『三重県史』下巻、弘道閣、1918年。NDLJP:3438459。

### その他書籍
- 桐井謙堂『三重県の産業と産業人』名古屋新聞社地方部、1930年。NDLJP:1214398。
- 黒川静夫『三重の水力発電』三重県良書出版会、1997年。
- 黒川静夫『あかりと動力 三重の電気史』健友館、2002年。ISBN 978-4773707137。
- 佐藤卯兵衛 編『大阪商工大観』昭和4年版、夕刊大阪新聞社、1929年。NDLJP:1109244。
- 商業興信所 『日本全国諸会社役員録』
  - 『日本全国諸会社役員録』第16回、商業興信所、1908年。NDLJP:780120。
  - 『日本全国諸会社役員録』第29回、商業興信所、1921年。NDLJP:936470。
- 人事興信所 編『人事興信録』第6版、人事興信所、1921年。NDLJP:1704027。
- 鉄城会同人『鉄城翁伝』鉄城会事務所、1944年。NDLJP:1058134。
- 電気之友社 編『電気年鑑』昭和4年、電気之友社、1929年。NDLJP:1139383。
- 東京興信所 編 『銀行会社要録』
  - 『銀行会社要録』第14版、東京興信所、1910年。NDLJP:803650。
  - 『銀行会社要録』第15版、東京興信所、1911年。NDLJP:803651。
  - 『銀行会社要録』第23版、東京興信所、1919年。NDLJP:936327。
- 長坂金雄 編『大日本銀行会社沿革史』東都通信社、1919年。NDLJP:980884。
- 野村商店調査部 編『株式年鑑』大正8年度、野村商店調査部、1919年。NDLJP:975421。
- 広田三郎『実業人傑伝』第四巻、実業人傑伝編輯所、1897年。NDLJP:778003。
- 福喜多精太郎 編『津市商工紀要』津商業会議所、1922年。NDLJP:958706。
- 松田豊幹 編『三重県下商工人名録』三重日報社、1893年。NDLJP:780234。
- 三重県 編『三重県統計書』大正7年勧業之部、三重県庁、1920年。NDLJP:973865。
- 百溪禄郎太 編『日本におけるシーメンスの事業とその経歴』百溪禄郎太、1955年。NDLJP:3020849。

### 記事
- 浅野伸一「戦前三重県の火力発電事業」『シンポジウム中部の電力のあゆみ』第10回講演報告資料集（三重の電気事業史とその遺産）、中部産業遺産研究会、2002年10月、111-143頁。
- 浅野伸一「名古屋電灯創設事情」『シンポジウム中部の電力のあゆみ』第13回講演報告資料集（中部の電力技術史とその遺産）、中部産業遺産研究会、2005年11月、59-110頁。